# Die freie Straße
Die Freie Straße war eine von 1915 bis 1918 erschienene deutschsprachige anarchistische und dadaistische Zeitschrift mit wechselnden Herausgebern.

## Geschichte
Die vom Verlag Freie Straße in Berlin herausgegebene Zeitschrift wurde von Franz Jung 1915 gegründet und von einem kleinen Freundeskreis getragen, zu dem die Schriftsteller Oskar Maria Graf, Max Herrmann-Neiße und Richard Oehring, der Sexualpsychologe Otto Gross, Cläre Oehring und der Maler Georg Schrimpf gehörten. Die ersten sechs Hefte trugen den Untertitel Vorarbeit.
Ziel der Zeitschrift war die Vorarbeit zur „Neuordnung der Beziehung“, womit sowohl die persönlichen, freundschaftlichen wie sexuellen, als auch die Gesamtheit der gesellschaftlichen Beziehungen gemeint waren. Franz Jung formulierte die Absicht des Heftes in der ersten Ausgabe so: „Keiner soll sich um den andern kümmern und nicht eher ruhen, als bis er soweit ist, dass die Existenz dieses andern von selbst für ihn Intensität steigernd wirkt.“
Die einzelnen Hefte hatten wechselnde Herausgeber. Für Heft eins und sechs zeichnete Jung verantwortlich, bei Heft zwei war es Schrimpf, bei Heft drei und fünf Richard Oehring, bei Heft vier waren es Gross und Jung.
Anstelle der Hefte 7 und 8 erschien im April 1918 das bedeutende Heft Club Dada als Prospekt des Verlages (Thomas Dietzel und Otto Hügel. Deutsche Literarische Zeitschriften 1880–1945. München 1988. 448). So schreibt Raoul Hausmann rückblickend: „(…) ohne die achte Nummer der Freien Straße, die als Prospekt erschienen war, ohne diesen Beistand wäre DADA vielleicht niemals in Berlin, in Deutschland geworden, was es war“. Richard Huelsenbeck kam 1917 von Zürich, wo er das Cabaret Voltaire mitbegründet hatte, nach Berlin. Hier warb er für die Zürcher Bewegung und tat sich mit den Gruppen der beiden Zeitschriften „Freie Straße“ und Neue Jugend zusammen. Ähnlich dem Cabaret Voltaire, jedoch wesentlich aggressiver und mit politischer Aussage verbunden, veranstaltete man schließlich gemeinsam Ausstellungen (die erste bei I. B. Neumann) und Dada-Soiréen, die erste am 12. April 1918 in der „Neuen Sezession“. An jenem Abend wurde die Nummer 7/8 zusammen mit dem von Huelsenbeck verfassten Gründungsmanifest verkauft (Raoul Hausmann. Ebenda). Der spektakuläre Auftritt ist in der einschlägigen Literatur umfangreich beschrieben. Die Veranstaltung wie auch die beiden Publikationen hatten einen solchen Erfolg, dass Hausmann in einem Brief vom 3. Mai an Höch vorschwebte, u. a. eine Galerie zu eröffnen. Dada sollte Herwarth Walden Konkurrenz machen. Im Juni wurden die beiden Veröffentlichungen von der Polizei beschlagnahmt, man deutete die Schrift-Collagen als Geheimbotschaft. Das Heft enthält von Raoul Hausmann den ganzseitigen Holzschnitt „Der Sprung aus der Welt“ und den Titelholzschnitt sowie auf der Rückseite dessen typographisch gestaltete Anzeige für einen Dada-Abend im Mai 1918, der laut Bergius allerdings nicht stattfand. Angekündigt werden darin: „Simultanistisches Gedicht (sechs Mitwirkende), Bruitistische Musik, Kubistische Tänze (zehn Damen)“. Weiterhin veröffentlichte hierin Richard Hülsenbeck „Ein Vorwort zur Geschichte der Zeit“ und den Anfang seines Romans „Dr. Billig am Ende“. Von Franz Jung wurde der Text „Amerikanische Parade“ gedruckt. In roten Lettern sind, quer über den Text verlaufend, politische und dadaistische Parolen sowie Reklamezeilen für Huelsenbecks „Phantastische Gebete“ gesetzt. Erwähnung finden auch George Grosz und Johannes Baader. In der Literatur wird teilweise der Juni als Erscheinungsmonat angegeben (Bergius), was jedoch der Eigenaussage Hausmanns deutlich widerspricht, zumal die Anzeige auf dem Hinterumschlag für die Veranstaltung Ende Mai ebenfalls für ein Erscheinen im April, anlässlich des ersten Dada-Abends, spricht.
Darauf folgend erschienen die Nummern neun und zehn, die von Johannes Baader und Raoul Hausmann herausgegeben wurden. Heft zehn war ganz dem „Ober-Dada“ Johannes Baader gewidmet.
Das erste Heft der Zeitschrift hatte sechzehn Seiten und eine Auflage von 120 Exemplaren. Bei den nächsten fünf Heften lag die Auflage bei 200; ein Heft kostete eine Mark. Die Wirkung der Freien Straße war anfangs gering. Das Heft trug jedoch wesentlich zum Entstehen des Berliner Dadaismus bei. Die ersten sechs Hefte erschienen im Format 17 × 24,5 cm, die beiden letzten im Zeitungsformat. Zu den Hintergründen schrieb Jung 1959 an Karl Otten: „Die Freie Straße war überhaupt keine Zeitschrift, sondern eine lose Folge von Pamphleten, unter dem Patronat von Pfemfert, der aus seiner Aktions-Lizenz Papier und Drucker zur Verfügung gestellt hat und wahrscheinlich auch noch die Druckkosten später bezahlt hat“.
Daneben erschien 1916 im Verlag eine Mappe mit 8 Holzschnitten von Georg Schrimpf, die 1917 durch den Malik-Verlag übernommen wurde. Erwähnung findet die Mappe in Heft 11/12 des ersten Jahrgangs der Monatsschrift Neue Jugend.

## Hefte
- Nr. 1: Was suchst du Ruhe, da du zur Unruhe geboren bist, 1915
- Nr. 2: An Dich – Erde! 1915
- Nr. 3: Dem Anderen in Dir, 1916
- Nr. 4: Um Weisheit und Leben, 1916
- Nr. 5: Verantwortung – zu fremdem Zwang, 1916
- Nr. 6: Die Technik des Glücks, 1917
- Nr. 7/8: Club Dada. Prospekt des Verlags freie Straße, April 1918
- Nr. 9: Gegen den Besitz, 1918
- Nr. 10: Präsident Baader, 1918